# Shin Jung-hyeon
Shin Jung-hyeon (né le 4 janvier 1938, à Séoul en Corée), parfois latinisé Shin Joong-hyun, est un guitariste, chanteur et auteur-compositeur sud-coréen. Il a commencé sa carrière en 1957 et est surnommé le parrain du rock en Corée.